# Гаврило Принцип
Гаврѝло Прѝнцип (на сръбски: Гаврило Принцип) (25 юли 1894 – 28 април 1918) е босненски сърбин, югославски (по думите му) националист.
Добива международна известност с това, че убива австро-унгарския ерцхерцог и престолонаследник Франц Фердинанд и съпругата му графиня София Хотек в днешната босненска столица Сараево на 28 юни 1914 година (Сараевски атентат). По този начин Принцип дава повод за австрийски акции срещу Сърбия, довели до избухването на Първата световна война.
Роден е в кондоминиума Босна и Херцеговина (територия на Османската империя под контрола на Австро-Унгария) в бедно семейство на пощальон с 9 деца, от които 6 почиват още в детството си. Той е австро-унгарски поданик. Посещава търговското училище в Тузла и след това гимназия в Сараево, но през 1912 г. е изключен от училище заради участие в демонстрация против австроунгарските власти.
През 1912 г. Принцип пристига в Белград, където скоро става член на сръбската националистическа организация „Млада Босна“, подкрепяща обединението между Босна и Сърбия. Вербуван е от сръбската паравоенна организация „Черна ръка“ за извършването на атентата в Сараево (заедно с още петима заговорници).
След атентата и шестимата са арестувани. Трима са осъдени на смърт и обесени, а Принцип и още двама са осъдени на дълги години затвор, тъй като са непълнолетни. Гаврило умира от туберкулоза в затвора в Терезиенщад (днес Терезин, Чехия), на 28 април 1918 г.

## Памет
В Сърбия Гаврило Принцип се смята за национален герой. В негова чест са наречени улици в столицата Белград, сръбския град Ниш и даже в град Бар в Черна гора, въпреки че именно Черна гора в резултат от Първата световна война губи независимостта си.
През юни 2014 г., по повод 100-годишнината от сараевското убийство, в Източно Сараево (Република Сръбска) е поставен паметник на Гаврило Принцип. На церемонията по откриване на паметника президентът на Република Сръбска Милорад Додик заявява, че сърбите се гордеят с предците, борили се за запазване на своята идентичност. През 2015 г. президентът на Сърбия Томислав Николич открива паметник на Принцип в Белград, заявявайки, че „Гаврило Принцип е герой, символ на идеята за освобождение“.